# بين شيمادا
بين شيمادا (島田敏 شيمادا بين) (اسمه الحقيقي ساتوشي شيمادا (島田敏 شيمادا ساتوشي)) هو ممثل ياباني ولد في 20 نوفمبر 1954 في محافظة نيغاتا.

## أدواره في الأنمي

### مسلسلات أنمي تلفزيونية
- دراغون بول Z - كينغ كاي الغربي
- دراغون بول كاي - كامي (الصوت الثاني), بابيدي، كينغ كاي الغربي
- غيغيغي نو كيتارو (2018) - كوناكي جيجي، نوريكابي
- هاكابا كيتارو - شيغيرو ميزوكي
- ون بيس - وابول، فوكسي, تونوياسو
- سلايرز - زانغولس
- سونيك X - تشاك ثورندايك، بوكو
- أنت رهن الاعتقال - كين ناكاجيما
- سكرايد - أوريزاني
- خادم الصفر F - أوسمان
- فيوتشر GPX سايبر فورميولا - جاكي غودلهاين، أكيرا هيوشي
- كاشرن سينز - لوغوس
- C - شيمادا
- إينوياشا - الرسام
- ريفايوس اللامتناهية - لوكسون هوجو
- كود:بريكر - شيغيرو تاباتا
- كاراكوري كيدن هيو سنكي - أوتسوغي
- مصارع السومو الجريء ماتسوتارو!! - نيشيو
- إندماج الديجيمون - تاكتيمون، جيجيمون, ستارمون
- كايتو جوكر - سيلفر هارت
- وورلد تريغر - إيزو نيتسوكي
- سهم الفضاء - رامي
- سينت سيا - بيتا ميراك هاغن
- كريستوف كولومبس - كولومبس
- البدلة المتنقلة زيتا جاندام - بابتيموس سيروكو
- النمر المقنع W - يلو ديفل
- رحلة العجائب: ثأر الأشرار الثلاثة - غراهام بيل
- أساطير في قادم الزمان - فاضل
- فريق الإطفاء الناري - رافلز الثالث

### أنمي الإنترنت
- باكي (2018) - غوكي شيبوكاوا

### أوفا أنمي
- تيلز أوف فانتازيا ذي أنيميشن - رايزن
- تيلز أوف سيمفونيا ذي أنيميشن: تيثيالا - رودايل (الصوت الثاني)
- البدلة المتنقلة جاندام 0080 حرب في الجيب - غابرييل راميريز غارسيا

### أفلام أنمي
- دراغون بول Z: برولي السوبر سايان الأسطوري - برولي
- دراغون بول Z: عودة برولي - برولي
- دراغون بول Z: بايو-برولي - برولي
- دراغون بول Z: تجديد الدمج - الدكتاتور
- دراغون بول سوبر: برولي - برولي
- ون بيس ستامبيد - وابول، فوكسي

## أدواره في ألعاب الفيديو
- جوجوز بيزار أدفنتشر: أول ستار باتل - يوشيهيرو كيرا
- جوجوز بيزار أدفنتشر: آيز أوف هيفن - يوشيهيرو كيرا
- ون بيس: أنليميتد وورلد ريد - وابول
- ليغو ستار وورز: ذا فورس أويكنز - لوك سكاي ووكر

## أدواره في الدبلجة اليابانية
- كلاب وقطط - القط الروسي
- حرب النجوم الجزء الرابع: أمل جديد - لوك سكاي ووكر
- حرب النجوم الجزء الخامس: الإمبراطورية تعيد الضربات - لوك سكاي ووكر
- حرب النجوم الجزء السادس: عودة الجيداي - لوك سكاي ووكر
- حرب النجوم: القوة تنهض - لوك سكاي ووكر
- حرب النجوم: الجيداي الأخير - لوك سكاي ووكر

## وصلات خارجية
- بين شيمادا على موقع IMDb (الإنجليزية)
- بين شيمادا على موقع ميوزك برينز (الإنجليزية)
- بين شيمادا على موقع قاعدة بيانات الفيلم (الإنجليزية)
- بين شيمادا على موقع ANN person (الإنجليزية)